# Hollósy Géza
Gertenyesi Hollósy Géza (Máramarossziget, 1866. április – Budapest, 1910. május 6.) újságíró, jogász, politikus. Testvérei Hollósy Kornélia (1872–?) zongoraművész és Hollósy Simon (1857–1918) festőművész.

## Életpályája
Iskoláit Máramarosszigeten, Debrecenben és Kassán járta ki. Jogi tanulmányait a Budapesti Tudományegyetemen végezte. Az 1880-as években részt vett a véderővita kapcsán megélénkült ifjúsági mozgalmakban. Egy éves bécsi tartózkodás után a Magyar Híradó szerkesztője lett. 1891-től a Magyar Hírlap, 1892-től pedig a Budapest című függetlenségi néplap munkatárs volt. 1908-tól a pénzügyminisztérium tisztviselőjeként dolgozott.
Vezető szerepet játszott a kormányellenes tüntetések megszervezésében. A Budapesti Újságírók Egyesületének titkára volt; jelentős szerepe volt az újságírói betegpénztár létrehozásában.
Sírja a Fiumei úti sírkertben található (34-7-17).

## Művei
- Kossuth Ferenc körutazása (Budapest, 1894)